# Carlos Eduardo de Oliveira Alves
Carlos Eduardo de Oliveira Alves (* 17. Oktober 1989 in Ribeirão Preto) ist ein brasilianischer Fußballspieler, der beim Cruzeiro EC unter Vertrag steht.

## Karriere
2009 begann Eduardo seine Profikarriere bei Desportivo Brasil von wo aus er bis 2011 zu mehreren brasilianischen Fußballvereinen ausgeliehen wurde. Von 2011 bis 2012 war er an den portugiesischen Erstligisten GD Estoril Praia ausgeliehen, zu denen er 2012 dann wechselte. 2013 wurde Eduardo vom portugiesischen Meister FC Porto verpflichtet. Zur Saison 2014/15 wurde er zu OGC Nizza in die französische Ligue 1 ausgeliehen. Nach seiner Leihe wechselte er zu al-Hilal nach Saudi-Arabien.
Nach fünf erfolgreichen Jahren wechselte Carlos Eduardo 2020 ablösefrei in die VAE zu al-Ahli Dubai. Der Kontrakt erhielt eine Laufzeit über drei Jahre.
Im Juli 2022 kehrte der Spieler in seine Heimat zurück, wo er beim Botafogo FR in Rio de Janeiro einen neuen Kontrakt erhielt. Mit dem Klub gewann er am 23. November die Copa Libertadores 2024, mit einem 3:1-Sieg über Atlético Mineiro. Anfang Dezember schloss sich der Gewinn der Série A 2024 an. Im Jahr darauf wechselte er erneut zum Cruzeiro EC nach Belo Horizonte.

## Erfolge
Estoril
- Segunda Liga: 2011/12

Al Hilal
- Saudi-arabischer Fußball-Supercup: 2015, 2018
- Crown Prince Cup: 2015/16
- Saudi Professional League: 2016/17, 2017/18, 2019/20
- King Cup: 2017
- AFC Champions League: 2019

Shabab Al-Ahli
- UAE Arabian Gulf Super Cup: 2020
- UAE Arabian Gulf Cup: 2020/21

Botafogo
- Copa Libertadores: 2024
- Campeonato Brasileiro de Futebol: 2024